# ميل ميليا

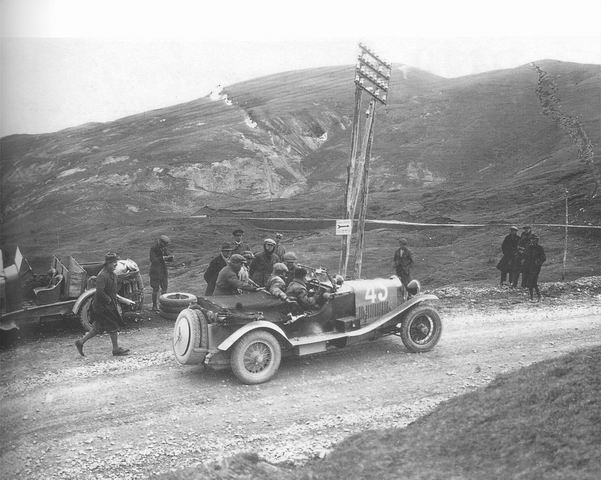
صورة قديمة من احدى سباقات ميل ميليا.

ميل ميليا Mille Miglia (الألف ميل) هو سباقًا مفتوحًا لرياضة السيارات و الذي تم إنشاؤه عام 1927 من قبل الشابان فرانشيسكو مازوتي وأيمو ماجي ، والذي أقيم في إيطاليا أربع وعشرين مرة من عام 1927 إلى عام 1957. جعلت الميل ميليا العديد من grand tourers مثل ألفا روميو وبي إم دبليو وفيراري ومازيراتي ومرسيدس بنز وبورش مشهورين. و جذب السباق ما يقدر بخمسة ملايين متفرج. من 1953 حتى 1957، كانت Mille Miglia أيضًا كجولة من بطولة العالم للسيارات الرياضية. فمنذ عام 1977 ، ولدت "Mille Miglia" من جديد كسباق  للسيارات الكلاسيكية والقديمة. تقتصر المشاركة على السيارات التي تم إنتاجها في تاريخ لا يتجاوز عام 1957، اوالتي شاركت السباق الأصلي. المسار كان (رحلة ذهاب وعودة بريشيا - روما) مشابه لطريق السباق الأصلي، مع الحفاظ على نقطة المغادرة / الوصول في فيالي فينيتسيا في بريشيا.

## ترقيم السيارات
على عكس الرالي الحديث، بحيث يتم إطلاق السيارات على فترات زمنية مدتها دقيقة واحدة مع سيارات أكبر من الفئة الاحترافية تسير قبل السيارات الأبطأ، في Mille Miglia، بدأت السيارات الأصغر والأبطأ والأقل إزاحة أولاً. هذا جعل التنظيم أبسط حيث لم يكن على الحراس أن يكونوا في الخدمة لفترة طويلة وقلل من الفترة التي يجب إغلاق الطرق فيها. منذ عام 1949، تم تخصيص أرقام للسيارات وفقًا لوقت بدايتها، في حين أن السيارات الأولى كانت قد بدأت في الساعة 21: 00 في اليوم السابق. في الأيام الأولى من السباق، حتى الفائزين احتاجوا إلى 16 ساعة أو أكثر، لذلك كان على معظم المتنافسين أن يبدءوا قبل منتصف الليل.

## ستيرلينغ موس في Mille Miglia
في عام 1955، قامت مرسيدس بمحاولة أخرى للفوز بسباق MM، ولكن هذه المرة بتخطيط دقيق وبسيارة أكثر قوة، مرسيدس بنز 300 SLR التي كانت مبنية على سيارة Formula One Mercedes Benz W196، مختلفة تمامًا عن سياراتهم الرياضية، إذ تحمل اسم 300 SL.
اعتمد الشاب الألماني هانز هيرمان (الذي كان له جهود سابقة ملحوظة مع بورش) والبريطاني ستيرلينغ موش على دعم الملاحين بينما فضل خوان مانويل فانجيو (السيارة رقم 658) القيادة بمفرده، حيث اعتبر سباقات الطرق خطيرة. كما قاد كارل كلينج بمفرده في سيارة المرسيدس الرابعة رقم 701. على غرار زملائه في الفريق، أجرى موس وملاحه الصحفي دينيس جينكينسون في سباق السيارات ما مجموعه ست دورات استطلاعية، مما مكّن جينكس من تدوين مخططات المسار على ورقة يبلغ طولها 540 سم. أعطى توجيهاته أثناء السباق بواسطة نظام مشفر من 15 إشارة يدوية. على الرغم من أن هذا ساعدهم، إلا أن قدرة موس الفطرية كانت بوضوح العامل المهيمن. كان موس يتنافس مع السائقين الذين يمتلكون كما كبيرًا من المعرفة بالطريق، لذلك اعتبرت دورات الاستطلاع ليست ميزة.
إن السيارة رقم 704 مع Hans Herrmann و Hermann Eger كانت الأسرع في المراحل الأولى. كان هيرمان قد خاض سباقًا ناجحا في عام 1954، عندما تم إنزال البوابة على معبر للسكك الحديدية في اللحظة الأخيرة قبل مرور القطار السريع المتجه إلى روما. عندما كان يقود سيارة بورش 550 سبايدر المنخفضة، قرر هيرمان أنه قد فات الاوان لمحاولة الفرملة، وطرق على الجزء الخلفي من خوذة ملاحه هربرت لينج ليجعله ينحني، وبالكاد مروا تحت البوابات وقبل القطار، الذي فاجأة المتفرجين. كان هيرمان أقل حظًا في عام 1955، حيث اضطر إلى التخلي عن السباق بعد فشل الفرامل. بعد 10 ساعات و 7 دقائق و 48 ثانية، وصل Moss / Jenkinson إلى Brescia في سيارته Mercedes-Benz 300 SLR مع # 722 الشهيرة، مسجلاً الرقم القياسي للحدث بمتوسط 157. 650 كم / ساعة (97. 96 ميل في الساعة) والذي كان الأسرع في هذا النوع من المسار الذي يبلغ طوله 1597 كم (992 ميل)، اذ لم يتم التغلب عليه في العامين المتبقيين. وصل Fangio بعد بضع دقائق في السيارة # 658، ولكن بعد أن بدأ قبل 24 دقيقة، استغرق الأمر حوالي 30 دقيقة، وكان يعاني من مشاكل في المحرك في بيسكارا، وبحلول الوقت الذي وصل فيه فانجيو إلى فلورنسا، انكسر أنبوب حقن الوقود والذي كان يعمل على 7 اسطوانات. 

## حظر السباق
تم حظر السباق للأبد بعد حادثين قاتلين في عام 1957. كان الأول هو تحطم سيارة فيراري 335 إس سعة 4. 0 لتر والتي أودت بحياة السائق الإسباني ألفونسو دي بورتاجو، والسائق / الملاح إدموند نيلسون، وتسعة متفرجين، في قرية غيديسولو. [3] وكان خمسة من المتفرجين الذين قُتلوا من الأطفال، وجميعهم كانوا يقفون على طول مضمار السباق. Portago، الذي كان غير مستقر بسبب خوضه لسباق شعر أنه خطير للغاية، انتظر طويلاً لتغيير إطاره، ونتج الحادث عن الإطارات البالية. تمت مقاضاة الشركة المصنعة بسبب هذا، وكذلك فريق فيراري.
أسفر حادث السيارة الثاني، في بريشيا، عن مقتل جوزيف جوتجنز والذي كان يقود سيارة Triumph TR3. ومن عام 1958 إلى عام 1961، استؤنف الحدث كرحلة ذهاب وإياب تشبه التجمع بسرعات قانونية، ولكن تم إيقاف هذا أيضًا. منذ عام 1977، تم إحياء الاسم باسم Mille Miglia Storica، وهو عرض لسيارات مصنعة ما قبل عام 1957، والذي أنتج أيضًا الفيلم الوثائقي لعام 2007 Mille Miglia The Spirit of a Legend. ومن عام 1927 إلى عام 1957، أودى السباق بحياة 56 شخصًا.

## متحف ميل ميليا
منذ نوفمبر 2004، يضم دير S. Eufemia السابق في Brescia متحف Mille Miglia، والذي يوضح تاريخ سباق السيارات مع الأفلام والتذكارات والسيارات الكلاسيكية التي يتم استبدالها بشكل دوري بأخرى في حالة استخدام أحد هذه السيارات للمشاركة في بعض المناسبات.